# ديفيد ينغ (كرة سلة)
ديفيد ينغ (بالإنجليزية: David Young)‏ مواليد 18 أغسطس 1981 في نيو كاسل، هو لاعب كرة سلة أمريكي. بدأ مسيرته الاحترافية في سنة 2004. تم اختياره من قبل فريق سياتل سوبرسونيكس خلال الدرافت. يبلغ طوله 6 قدم 5 بوصة (2.0 م).

## المسيرة الاحترافية
لعب مع إس إس فليتشي سكاندون في الدوري الإيطالي في موسم 2005–2006، ثم لعب مع نادي بودوشنوست لكرة السلة في سنة 2006، ثم لعب مع دينامو باسكت ساساري في الدوري الإيطالي في موسم 2006–2007، ثم لعب مع سكافاتي باسكت في سنة 2009.

## روابط خارجية
- ديفيد ينغ على موقع سبورتس رفرنس (الإنجليزية)
- ديفيد ينغ على موقع كرة السلة الأوروبية.كوم (الإنجليزية)
- ديفيد ينغ على موقع كلية كرة السلة في سبورتس رفرنس.كوم (الإنجليزية)
- ديفيد ينغ على موقع ريلجم (الإنجليزية)
- ديفيد ينغ على موقع بروبوليرز (الإنجليزية)
- ديفيد ينغ على موقع سبورتس رفرنس (الإنجليزية)
- ديفيد ينغ على موقع سبورتس رفرنس (الإنجليزية)